# هوانگ این یوپ
هوانگ این یوپ (کره‌ای: 황인엽؛ زادهٔ ۱۹ ژانویه ۱۹۹۱) بازیگر، مدل و خواننده اهل کره جنوبی است. او حرفهٔ خود را به عنوان مدل آغاز کرد پیش از اینکه نخستین بازی خود را در مجموعه اینترنتی چرا (۲۰۱۸) انجام دهد. او با ایفای نقش در درام موفق زیبایی حقیقی (۲۰۲۰) به شهرت بین‌المللی رسید. او همچنین در صدای جادو (۲۰۲۲) و چرا او (۲۰۲۲) و  خانواده انتخابی  (٢٠٢٣) ایفای نقش کرده‌است. او در فیلم زیبایی حقیقی به عنوان سوجین ایفای نقش کرده است.او در فیلم زیبایی حقیقی با چا اون-وو و مون گا-یانگ همبازی بوده است. 

## اوایل زندگی و تحصیلات
هوانگ این یوپ در ۱۹ ژانویه ۱۹۹۱ در ائوی‌جونگ‌بو متولد شد.او در مدرسه Philippine Nikkei Jin Kai International در میندانائو درس خواند و از کالج Philippine Women's College of Davao فارغ‌التحصیل شد.

## حرفه

### ۲۰۱۷ :آغازین
هوانگ این یوپ در سال ۲۰۱۷ بعنوان مدل ران‌وی وارد صنعت سرگرمی شد. گزارش‌ها حاکی از آن است که در آن زمان او مدل کمپانی وای‌جی‌کی یک کمپانی مدلینگ زیر مجموعه وای جی اینترتینمت بوده‌است.

### ۲۰۱۸-اکنون: افزایش محبوبیت و دستیابی به موفقیت
پس از پایان تحصیلات، به عنوان مدل به کی‌ایست پیوست. او اولین بار بازیگری خود را در سال ۲۰۱۸ با بازی در سریال چرا به عنوان یکی از نقش‌های اصلی شروع کرد. او همچنین به خاطر بازی در افسانه نوکدو در نقش پارک دان هو مورد ستایش قرار گرفت.
هوانگ این یوپ در ۲۰۲۰، برای بازی در نقش گو جا سونگ در درامای دوباره هجده سالگی و بازی در نقش هان سو جون در درامای زیبایی حقیقیکه اقتباسی از وبتونی به همین نام است بیشتر شناخته شد.
همچنین او با خواندن آهنگ It Starts Today " (오늘부터 시작인걸)" موسیقی متن سریال زیبایی حقیقی در عرصه خوانندگی شروع به کار کرد.

## فیلم‌شناسی

### فیلم
| سال  | عنوان     | نقش     | توضیحات               | منابع  |
| ---- | --------- | ------- | --------------------- | ------ |
| ۲۰۲۰ | پرندهٔ شنا | این گوک | نقش اصلی (فیلم کوتاه) | [ ۱۳ ] |

### مجموعه تلویزیونی
| سال       | عنوان             | نقش         | منابع  |
| --------- | ----------------- | ----------- | ------ |
| ۲۰۱۹      | افسانه نوکدو      | پارک دان هو | [ ۱۰ ] |
| ۲۰۲۰      | دوباره هجده سالگی | گو جا سونگ  | [ ۱۱ ] |
| ۲۰۲۰–۲۰۲۱ | زیبایی حقیقی      | هان سو جون  | [ ۱۲ ] |
| ۲۰۲۲      | چرا او            | گونگ چان    | [ ۱۴ ] |
| ۲۰۲۴      | خانواده انتخابی   | کیم سان ها  | [ ۱۵ ] |

### مجموعه اینترنتی
| سال  | عنوان            | نقش         | منابع                |
| ---- | ---------------- | ----------- | -------------------- |
| ۲۰۱۸ | چرا              | گی جه یونگ  | [ ۸ ]                |
| ۲۰۱۹ | دانشجوی سال اولی | سو کیو وون  | [ ۹ ]                |
| ۲۰۲۲ | صدای جادو        | نا ایل دونگ | [ ۱۶ ] [ ۱۷ ] [ ۱۸ ] |

## ترانه‌شناسی

### موسیقی متن
| نام                                   | سال  | بهترین موقعیت در جدول | فروش          | آلبوم           |
| نام                                   | سال  | KOR Gaon              | فروش          | آلبوم           |
| ------------------------------------- | ---- | --------------------- | ------------- | --------------- |
| "It Starts Today" (오늘부터 시작인걸) | ۲۰۲۱ | __                    | در دسترس نیست | True Beauty OST |

## جوایز و نامزدی‌ها
| سال  | مراسم جوایز                  | بخش                       | نامزد / اثر   | نتیجه | منابع  |
| ---- | ---------------------------- | ------------------------- | ------------- | ----- | ------ |
| ۲۰۲۱ | Brand Customer Loyalty Award | بهترین بازیگر مرد تازه‌کار | هوانگ این یوپ | برد   | [ ۲۰ ] |